# Peter Zadravec
Peter Zadravec, slovenski mlinar, izumitelj in mecen, * 1. avgust 1850, Loperšice, † 29. julij 1936, Loperšice.

## Življenje in delo
Zadravec se je po končani ljudski šoli, ki jo je obiskoval v Humu pri Ormožu izučil za mlinarja v Središču ob Dravi in delal po večjih mlinskih obratih na Štajerskem. Od mladosti se je zanimal za mehaniko, zlasti za mlinske naprave in stroje. V želji, da se seznani z najnovejšo mlinsko tehniko, je 1885 odpotoval v ZDA, kjer je ostal do 1893. Najprej je delal na kmetiji, nato v San Antoniu (Teksas) v parnem mlinu, kjer je bil zadnji dve leti obratovodja. V prostem času je študiral strokovno literaturo. Skonstruiral je sito za moko (flour separator) in pogon za večji vetrni mlin (primeren za Nizozemsko). Še med bivanjem v Ameriki je kupil v bližini svojega doma v Loperšicah mlin z malim posestvom, kjer je po vrnitvi mlinaril do smrti (prijel se ga je vzdevek Amerikanec). Z nasveti je pomagal okoliškim mlinarjem in materialno podpiral šolarje rojstnega kraja.
Za uspešne inovacije in praktične izboljšave v mlinski tehniki mu je Académie parisienne des inventeurs industrielles et exposants podelila diplomo z zlato medaljo in ga imenovala za častnega člana.